# Beni Gómez
Beni Gómez oder Banu Gómez („Söhne des Gómez“) war eine kastilische Familie aus der Provinz Palencia. Sie stellten die ersten Grafen von Saldaña, Carrión und Liébana. Die Familie hatte verwandtschaftliche Beziehungen zu mehreren Adelsgeschlechtern in der Region, darunter auch zu den Königsfamilien von León und Kastilien.

## Geschichte
Erstmals werden die Beni Gómez im Jahr 932 vom Geschichtsschreiber Ibn Hayyan erwähnt. Sie rebellierten zusammen mit der Familie Ansúrez gegen Ramiro II. von León und unterstützen Alfons IV. von León. Der letzte bedeutende Vertreter dieser Familie war Graf Pedro Ansúrez († 1117/8).